# Estadio Las Higueras
Das Estadio Las Higueras (deutsch Feigenbäume-Stadion) war ein Fußballstadion in der chilenischen Stadt Talcahuano, Región del Biobío. Es wurde 1961 eröffnet und fasste 10.000 Zuschauer. Die Spielstätte wurde 2008 abgerissen und durch das Estadio CAP, das auf dem alten Stadiongrund errichtet wurde, ersetzt. Es war die Heimspielstätte des Fußballclubs CD Huachipato.